# Wilhelm Alter senior
Wilhelm Alter (* 14. Mai 1843 in Prauß, Provinz Schlesien; † 14. Januar 1918) war ein deutscher Psychiater. Er wirkte als Direktor der schlesischen Nervenheilanstalten in Brieg und Leubus. Wissenschaftlich-literarisch trat er nicht in Erscheinung.

## Leben
Der Sohn eines aus Schweden stammenden Dorfgeistlichen absolvierte das Maria-Magdalenen-Gymnasium in Breslau und studierte an der dortigen Universität Medizin. Seine schulische Ausbildung und sein Studium finanzierte er dabei nach dem frühen Tod seines Vaters selbst, unter anderem als Assistent des Internisten Hermann Lebert. Während seines Studiums wurde er 1863 Mitglied der Breslauer Burschenschaft der Raczeks. Als freiwilliger Arzt nahm er 1866 am Deutschen Krieg teil. 1867 wurde er in Breslau als erster Mediziner mit einer deutschsprachigen Dissertation Über Ursachen des Ikterus bei Phosphorvergiftung promoviert.
Am 24. Juli 1868 trat Alter als Volontärarzt in die von Moritz Martini geleitete Nervenheilanstalt in Leubus ein. Zum 1. Januar 1869 wurde er dort als dritter Arzt angestellt. 1871 übernahm er die Leitung der Irren-Versorgungs-Anstalt in Brieg. Zu diesem Zeitpunkt war er als einziger Arzt für ca. 200 Kranke zuständig. Er führte Reformen durch, etwa indem er 1875 die planmäßige Beschäftigungstherapie für alle Kranken einführte. Um seinen Lebensunterhalt zu bestreiten, unterhielt er außerdem eine ausgedehnte ärztliche Praxis. Erst 1878 übernahm er die Direktion der Anstalt Brieg. In den Anstaltsgebäuden, die als mittelalterliches Spital eines Klosters errichtet worden waren, ließ er zur Anpassung an psychiatrische Bedürfnisse umfangreiche Umbauten durchführen und Neubauten errichten. 1882 errichtete er zusätzlich eine landwirtschaftliche Kolonie.
Am 4. Juli 1884 wurde Alter als Nachfolger von Wilhelm Jung Direktor der Irren-Heil-Anstalt in Leubus. Zu den Mitarbeitern Alters gehörten dort unter anderem Emil Kraepelin (1885/85) und Clemens Neisser (von 1887 bis 1901). Auf Neissers Betreiben hin führte Alter in Leubus in der zweiten Hälfte der 1880er Jahre die Bettbehandlung ein. Unter seiner Ägide entstanden in Leubus ebenfalls eine landwirtschaftliche Kolonie und ein Neubau für 1000 Kranke. Nach 1900 setzte Alter in Leubus auf physikalische Therapie in Form der Badbehandlung und Freiluftbehandlung.
1902 erfolgte die Ernennung zum Geheimen Sanitätsrat. Am 1. Oktober trat Alter in den Ruhestand und siedelte nach Breslau über.
Ein 1875 geborener Sohn, Wilhelm Friedrich Karl Alter, wurde Direktor der Lippeschen Heil- und Pflegeanstalt Lindenhaus bei Lemgo und später Direktor der Akademischen Krankenanstalten in Düsseldorf.